# Agrež
Agrež  je priimek v Sloveniji, ki ga je po podatkih Statističnega urada Republike Slovenije na dan 1. januarja 2010 uporabljalo 137 oseb in je med vsemi priimki po pogostosti uporabe uvrščen na 3.268. mesto.

## Znani slovenski nosilci priimka
- Dušan Agrež (*1956), elektrotehnik, prof. FE
- Franc Agrež - Sine (*1937), kineziolog, učitelj smučanja, prof. FŠ
- Frane Agrež (*1952), igralec
- Marko Agrež, dr., elektroenergetik
- Miri Agrež, kitarist
- Monika Mlinar Agrež, zdravnica
- Vid Agrež, strojnik
- Zvone Agrež (*1952), igralec
- Živa Agrež, novinarka